# Peninske Alpe
Peninske Alpe (francosko Alpes Pennines ali Alpes valaisannes, nemško Walliser Alpen) je podskupina Zahodnih Alp. Delno leži v Švici v kantonu Valais in Italiji v deželah Piemont in Dolina Aoste. Gorovje se razteza čez široko območje med dolino Rone na severu in dolino Aoste na jugu in med prelazom Simplon na vzhodu in Velikim Svetim Bernardom na zahodu. V vodnikih Švicarske planinske zveze (Schweizer Alpen-Club - SAC) je iz praktičnih razlogov vedno podaljšano še od prelazov Griespass in Nufenenpass na vzhodu do reke Eau Noire in reke Trent na zahodu.
Najvišja gora v Peninskih Alpah je 4.634 metrov visoka Dufourspitze v masivu Monte Rosa.

## Pregled
Peninske Alpe so rekordne med alpskimi skupinami: so skupina z največjim deležem ledenikov, prav tako je tukaj največ štiritisočakov. Imajo tudi največjo višinsko razliko v območju gora v Alpah: med najvišjo (Dufourspitze s 4634 m nadmorske višine) in najnižjo točko (reka Ddora Baltea pri Ivrei v Piemontu z 253 m) je razlika v višini skoraj 4400 m. Italijanska Monte-Rosa-OPstwald ima najvišjo steno v Alpah z višinsko razliko 3000 metrov. V masivu Monte Rosa so številni štiritisočaki.
Dufourspitze je najvišji vrh v Švici z nadmorsko višino 4634 m, Dom s 4545 m je najvišja gora, ki leži v celoti v Švici. Markantni sta piramidni gori Matterhorn in Weisshorn. Tukaj najdemo tudi najvišje ležeči park v Evropi italijanski naravni park Alta Valsesia na južni strani glavnega grebena Peninskih Alp. Dviga se na višino do 4559 m. Najvišja oskrbovana planinska koča v Alpah, je koča Margherita na 4554 m nadmorske višine, kar je višina Signalkuppe v Monte Rossi.
Promet v švicarskih Alpah je usmerjen, med drugim skozi predor Simplon, ki je drugi najdaljši železniški predor med Švico in Italijo in med najdaljšimi železniškimi predori na kontinentalni Evropi. Med žičnicami je tista na Mali Matterhorn, z zgornjo postajo na 3820 m, najvišja in Metro Alpin v Saas Fee, najvišja tirna vzpenjača na svetu z zgornjo postajo na 3600 m nadmorske višine.Lac des Dix je največje akumulacijsko jezero v Švici s 400 milijoni kubičnih metrov prostornine in ima najvišji gravitacijski jez na svetu s 284 metri.

## Vrhovi

### Štiritisočaki
V švicarskih Alpah obstaja 41 štiritisočakov, od katerih jih je 36 nakopičenih v Matteral, kar je največja koncentracija glavnih vrhov z višino preko štiritisoč metrov v Alpah.  Polovica od teh vrhov je v Peninskih Alpah. Druga polovica je razdeljena med pet drugih gorskih območih v Alpah. 
Štiritisočaki so: Dufourspitze (4634 m), Dunantspitze (4632 m), Grenzgipfel (4618 m), Nordend (4609 m), Zumsteinspitze (4563 m), Signalkuppe (4554 m), Dom (4545 m), Liskamm (4538 m), Weisshorn (4506 m), Täschhorn (4491 m), Matterhorn (4478 m), Parrotspitze (4432 m), Dent Blanche (4364 m), Nadelhorn (4327 m), Grand Combin (4314 m), Lenzspitze (4294 m), Stecknadelhorn (4241 m), Castor (4230m ), Zinalrothorn (4223 m), Hohberghorn (4219 m), Alphubel (4206 m), Rimpfischhorn (4199 m), Strahlhorn (4190 m), Dent d'Hérens (4171 m), Breithorn (4164 m), Bishorn (4153 m), Pollux (4092 m), Ober Gabelhorn (4073 m), Dürrenhorn (4035 m), Allalinhorn (4027 m), Weissmies (4031 m), Lagginhorn (4010 m).
Drugi pomembni vrhovi so še:
- Vrhovi okoli Arolla
  - Mont Blanc de Cheilon, 3869 m
  - Mont Fort, 3328 m
  - Petit Mont Collon, 3555 m
  - Mont Gelé (Chanrion)|Mont Gelé, 3518 m

- Skupina Combin
  - Mont Vélan, 3731 m
  - Petit Combin, 3672 m
  - Tournelon Blanc, 3707 m

- Skupina Dent-Blanche
  - Grand Cornier, 3961 m

- Skupina Matterhorn
  - Furgghorn, 3451 m
  - Mali Matterhorn, 3883 m

- Skupina Mischabel
  - Seetalhorn, 3037 m

- Skupina Monte Rosa
  - Neue Weisstorspitze, 3639 m

- Skupina Weisshorn
  - Blanc de Moming, 3663 m
  - Mettelhorn, 3406 m
  - Brunegghorn, 3838 m
  - Barrhorn, 3610 m

- Skupina Weissmies
  - Fletschhorn, 3985 m
  - Jegihorn, 3206 m
  - Pizzo d’Andolla, 3653 m
  - Stellihorn, 3436 m

- Skupina Monte-Leone-Blinnenhorn.[2]

### Ledeniki
Glavni ledeniki so:
Gorner, Corbassière, Findel, Zmutt, Zinal, Otemma, Allalin, Ferpècle, Fee, Mont Miné, Ried, Turtmann, Moiry, Arolla, Moming, Cheilon.

## Zaščitena območja
Nekateri regionalni naravni parki, kot so Parco Naturale Alta Valsesia (6511 ha - Piemont, Italija), naravni rezervat Mont Mars (ha 390 - dolina Aosta) in regionalni park Dolina Binn (15.891 ha - Valais, Švica), so bili ustanovljeni na obeh straneh glavne razvodnice. 

### Pokrajine nacionalnega pomena v Švici
V skladu s 5. členom zveznega zakona o naravni in kulturni dediščini vodijo v Švici Zvezni inventar krajin in naravnih spomenikov.
V Peninskih Alpah je trenutno sedem takih pokrajin:
- Št. 1701: Dolina Binn (Binntal), leto vključitve na seznam: 1977, velikost: 5084 ha, s posegi se ne vmešava v alpsko dolino z jezerci; geološko zelo raznolika; edinstvena z minerali; izjemno bogato rastlinstvo;
- Št. 1703: Val de Bagnes, leto vključitve na seznam: 1977, velikost: 16.869 ha, močno ledeniška visoka pokrajina; razne živalske in rastlinske vrste; pomembnejša kolonija kozoroga;
- Št. 1707: Dent Blanche - Matterhorn - Monte Rosa, leto vključitve na seznam: 1983, revizija: 1996, velikost: 26.942 ha;
- Št. 1708: Pyramides d Euseigne, leto za vključitev na seznam: 1983, velikost: 70 hektarov;
- Št. 1716: Pfynwald-Illgraben, leto vključitve na seznam: 1998, velikost: 5074 ha;
- Št. 1717: Laggintal-Zwischenbergtal, leto vključitve na seznam: 1998, velikost: 11.498 ha;
- Št. 1718: Val de Rechy-Sasseneire, leto vključitve na seznam: 1998, velikost: 3480 ha.

## Turizem

### Pohodne poti
Via Alpina, čezmejna daljinska pešpot s petimi podvariantami skozi celotne Alpe, teče tudi preko Peninskih Alp. Modra pot Via Alpina teče z 20 etapami skozi jugovzhodni, italijanski del Peninskih Alp s kratkim delom na švicarski strani.

### Koče
- Skupina Mischabel: Bordierhütte, Domhütte, Mischabelhütte
- Skupina Monte-Rosa: Capanna Regina Margherita, Monte-Rosa-Hütte
- Skupina Weisshorn: Topalihütte, Weisshornhütte
- Skupina Weissmies: Almagellerhütte, Weissmieshütte

### Prelazi in prevali
Zaradi velikih razlik v višini in poledenitev v Peninskih Alpah med Velikim Svetim Bernardom in Simplonom ni mogoče z motornimi vozili preko glavnega grebena mimo prelazov. Obstaja več prevalov z multjerami, pešpotmi ali na smučeh. Znane so preko Theodulpass med Matterhornom in Breithornom in Adlerpass v skupini Mischabel. Saastal je povezana preko prelaza Zwischbergen v Gondo in prelaz Monte-Moro skozi Valle Anzasca z italijansko Val d'Ossola.

## Galerija
- Allalinhorn
- Alphubel
- Rimpfischhorn
- Strahlhorn